# Baltisk (cratera)
A cratera Baltisk é uma cratera de impacto no quadrângulo de Argyre, em Marte. Ela se localiza a 41.4º latitude sul e 24.8º longitude oeste, possui 52 km de diâmetro e recebeu este nome em referência à cidade de Baltiysk, na Rússia.